# Hokkaidō Denryoku

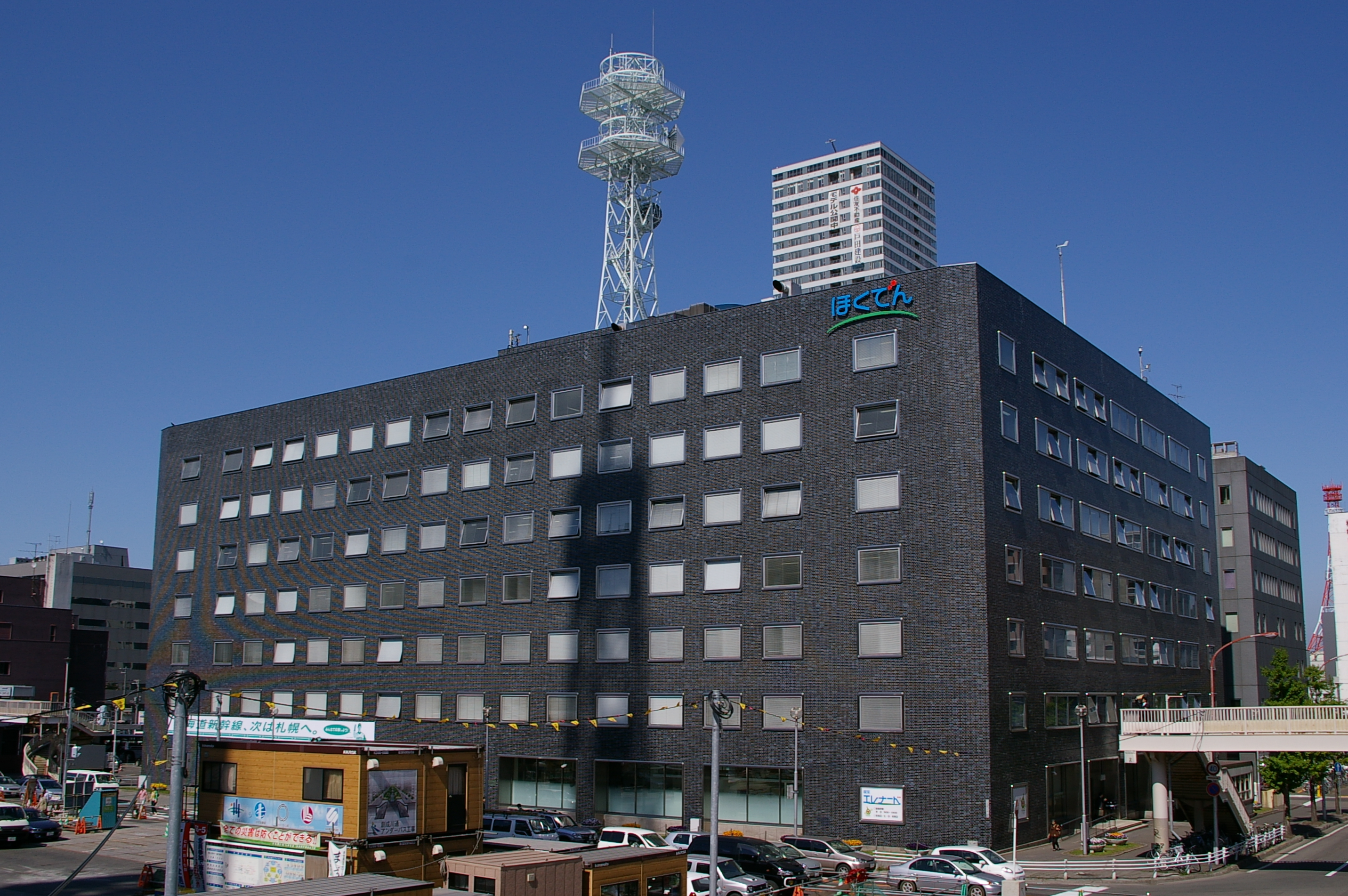
Firmenzentrale

Hokkaidō Denryoku K.K. (jap. 北海道電力株式会社, Hokkaidō denryoku kabushiki kaisha; wörtlich: Elektrische Energie Hokkaidō; kurz: 北電, Hokuden; engl. Hokkaido Electric Power Co., Inc.; kurz: HEPCO) ist einer der kleineren japanischen Energieversorger.
Der Versorgungsbereich umfasst die Insel Hokkaidō. Zur Vermeidung einer Verwechslung mit der Hokuriku Denryoku wird die Hokkaidō Denryoku statt Hokuden gelegentlich auch mit Dōden (道電) abgekürzt.

## Geschichte
Kurz vor Beginn des Zweiten Weltkriegs wurden im April 1939 alle stromerzeugenden Unternehmen verstaatlicht und 1942 zu neun Staatsunternehmen zusammengefasst. Auf Betreiben von Yasuzaemon Matsunaga, dem Vorsitzenden des Rates zur Reorganisation der Stromindustrie, ließen die Alliierten Besatzungsbehörden diese neun Unternehmen zum 1. Mai 1951 privatisieren, wobei eines davon die Hokkaidō Denryoku war. Diese behielten zunächst ihre regionalen Monopole und ab der ineffektiven Liberalisierung des Strommarktes 1995 regionale Quasi-Monopole.

## Stromerzeugung
Das Kernkraftwerk Tomari gehört der Hokkaidō Denryoku.
| Art      | Megawatt (2006) | Werke |
| -------- | --------------- | ----- |
| Hydro    | 1.225,925       | 51    |
| Kohle    | 4.115,410       | 12    |
| Nuklear  | 1.158,000       | 1     |
| Sonstige | ?               | ?     |

Die Hokkaidō Denryoku plant den Anteil der Kernenergie in den nächsten Jahren von 25 % (2005) auf 40 % (2010) bis 42 % (2015) zu steigern. Ebenfalls von großer Bedeutung ist das Kohlekraftwerk Tomatō-Atsuma bei Tomakomai.

## Sonstiges
Der Vorstandsvorsitzende Hideo Minamiyama ist deutscher Honorarkonsul in Sapporo für den Bereich Hokkaidō.